# 闊唇鳳凰螺
闊唇鳳凰螺（学名：[Strombus latissimus] 错误：{{Lang}}：文本有斜体标记（帮助））为鳳凰螺科鳳凰螺屬下的一个种。